# Allen Vincent
Allen Vincent (* 28. August 1903 in Spokane, Washington; † 30. November 1979 in Kalifornien) war ein US-amerikanischer Drehbuchautor. Er war 1949 für den Oscar für das beste adaptierte Drehbuch nominiert.

## Leben
Vincent begann seine Laufbahn als Drehbuchautor in der Filmwirtschaft Hollywoods 1941 bei dem Kriminalfilmdrama Das Gesicht hinter der Maske (The Face Behind the Mask) von Robert Florey mit Peter Lorre, Evelyn Keyes und Don Beddoe in den Hauptrollen.
Bei der Oscarverleihung 1949 wurde Vincent zusammen mit Irma von Cube für den Oscar für das beste adaptierte Drehbuch nominiert, und zwar für den von Jean Negulesco inszenierten Spielfilm Schweigende Lippen (Johnny Belinda, 1948), in dem Jane Wyman, Lew Ayres und Stephen McNally die Hauptrollen spielten. Zugleich waren Vincent und Irma von Cube für das Drehbuch zu diesem Film 1949 auch für den Preis der Writers Guild of America (WGA Award) für das am besten geschriebene amerikanische Drama nominiert.

## Filmografie (Auswahl)
- 1932: Street of Women
- 1934: Tag, Nellie! (Hi, Nellie!)
- 1941: Das Gesicht hinter der Maske (The Face Behind the Mask)
- 1947: Clara Schumanns große Liebe (Song of Love)
- 1948: Schweigende Lippen (Johnny Belinda)
- 1950: The Schumann Story (Kurzfilm)
- 1952: Frau in Weiß (The Girl in White)